# Saint-André-Goule-d'Oie
Saint-André-Goule-d'Oie è un comune francese di 1 665 abitanti situato nel dipartimento della Vandea nella regione dei Paesi della Loira.

## Società

### Evoluzione demografica
Abitanti censiti